# Michael Moore in Trumpland - Nella terra di Trump
Michael Moore in Trumpland - Nella terra di Trump (Michael Moore in TrumpLand) è un docu-film del 2016 diretto da Michael Moore.
La pellicola è incentrata sulla campagna elettorale presidenziale degli Stati Uniti del 2016.

## Produzione
Il film è stato girato dal vivo durante uno spettacolo-monologo di Michael Moore in Ohio, stato del midwest statunitense considerato una roccaforte elettorale del partito repubblicano, sostenitore del proprio candidato Donald Trump (da cui il titolo del film TrumpLand, letteralmente "Trumplandia", ovvero la "terra di Trump"). Il film è basato su una registrazione di due serate.
Dopo che la direzione del teatro Midland di Newark aveva annullato lo spettacolo originariamente previsto per il 7 ottobre 2016, Michael Moore decise di spostarsi al teatro Murphy di Wilmington, altro collegio elettorale inespugnabile con 25000 elettori repubblicani registrati contro soli 500 elettori democratici (sostenitori di Hillary Clinton), per quanto - viene sottolineato ironicamente - sia il capoluogo della contea di Clinton.
Il regista di Flint cerca di comprendere, durante lo spettacolo, le ragioni degli elettori repubblicani che hanno deciso di sostenere la candidatura di Donald Trump, tentando altresì di spiegare con la solita ironia quali siano le proposte dell'avversaria democratica Hillary Clinton.

## Distribuzione
La prima del film, a soli 11 giorni dalla sua realizzazione, è avvenuta il 18 ottobre 2016 presso l'IFC Center di New York, dove i biglietti per la sede da 400 posti sono stati distribuiti gratuitamente al pubblico. La prima è stata seguita da una serie di domande e risposte con Moore. Le proiezioni generali negli Stati Uniti sono iniziate il 19 ottobre.

### Date di uscita
Il film è stato trasmesso in:
- Regno Unito e l'Irlanda su Channel 4, il 29 ottobre[17]
- Paesi Bassi su NPO 3, il 30 ottobre 2016 da VPRO[18]
- Finlandia su Jim, il 1 ° novembre 2016[19]
- Norvegia su NRK1 (il principale canale televisivo norvegese), il 3 novembre 2016[20]
- Svezia su SVT 1, il 7 novembre 2016
- Danimarca su TV2, l'8 novembre 2016
- Australia on One, l'8 novembre 2016
- Italia su Sky Atlantic, il 26 febbraio 2017

## Accoglienza

### Critica
Nel sito di aggregazione di recensioni Rotten Tomatoes, il film ha una valutazione di approvazione del 55%, basata su 33 recensioni, con un voto medio di 5,7 / 10. Su Metacritic, che assegna un punteggio medio, il film ha un punteggio di 56 su 100, basato su 17 critici, che indica "recensioni miste o medie". In una recensione, The Guardian ha scritto, "TrumpLand è un documento affascinante, ma innegabilmente goffo nella presentazione".